# Civilization V
Sid Meier's Civilization V (of Civ V) is een turn-based strategy-computerspel uitgebracht in 2010, ontwikkeld door Firaxis Games. Het is het vijfde deel van de Civilization-reeks. Civilization V is uitgebracht tussen 21 september en 24 september 2010 in Noord-Amerika, Europa en Australië.

## Gameplay
In Civilization V beheerst de speler als een historisch leider een beschaving van het 4e millennium v.Chr. tot aan het midden van de 21e eeuw, met als doel om de overwinning te behalen via wetenschappelijk onderzoek, diplomatie, uitbreiding, economische ontwikkeling, overheid en militaire overwinning. Ondertussen krijgt de speler concurrentie van andere leiders en hun beschavingen.
Er zijn vijf manieren om een spel te winnen:
- Cultural Victory - Vijf takken aan sociaal beleid verwerven en het "Utopia Project" construeren; in de uitbreiding Brave New World is dit veranderd naar voldoende toerisme genereren totdat je cultuur invloed heeft over alle andere beschavingen;
- Diplomatic Victory - Via de Verenigde Naties verkozen worden tot wereldleider;
- Domination Victory - De laatste speler in het bezit van een hoofdstad zijn door alle anderen te veroveren;
- Science Victory - Alle onderdelen van een ruimteschip vervaardigen en in de hoofdstad in elkaar zetten;
- Time Victory - Als in het jaar 2050 geen van bovenstaande overwinningen zijn behaald eindigt het spel en wint de beschaving met de hoogste score. De score wordt bepaald op factoren als populatie, aantal steden of wereldwonderen.

## Veranderingen
Civilization V verschilt met zijn voorgangers op de volgende punten:
- Religie en spionage zijn geschrapt (hoewel deze onderdelen terugkeren in de uitbreiding Gods & Kings).
- Zeshoekige in plaats van vierkante speelvakken.
- Niet meer dan één militaire eenheid per vak toegestaan.
- Introductie van stadstaten als non-player characters voor handel, diplomatie en verovering.
- Grenzen van een beschaving groeien slechts één vak per keer, waarmee automatisch het meest geschikte vak wordt uitgekozen.
- Wegen hebben onderhoudskosten.
- Steden kunnen naderende vijandelijke militaire eenheden bombarderen.

## Uitbreidingen

### Gods & Kings
Op 12 februari 2012 werd de eerste uitbreiding van het spel bekendgemaakt, genaamd Gods & Kings. Nieuwe onderdelen zijn onder andere religie en spionage. Het werd uitgebracht op 19 juni 2012 in Noord-Amerika en op 22 juni in de rest van de wereld.

### Brave New World
Op 15 maart 2013 werd de tweede uitbreiding van het spel bekendgemaakt, genaamd Brave New World. Nieuwe onderdelen zijn onder andere handelsroutes, wereldcongressen en toerisme. Het werd uitgebracht op 9 juni 2013 in Noord-Amerika en op 12 juni in de rest van de wereld.

## Beschavingen en leiders
Elke beschaving heeft een unieke speciale vaardigheid waardoor het op een bepaald gebied een voorsprong heeft. Daarnaast heeft elke beschaving een unieke eenheid en gebouw, ofwel twee unieke eenheden. Deze zijn allemaal gebaseerd op de geschiedenis van de desbetreffende beschaving.
Iedere speler kruipt in de huid van een historische leider van de gekozen beschaving (vaak een vader des vaderlands). Met de tegenstanders kan men communiceren via een speciaal scherm, waarin de geanimeerde leider wordt ingesproken in zijn of haar oorspronkelijke taal. Aangezien hier enkele dode talen tussen zitten zitten er enkele anachronismen tussen; zo spreekt Ramses II Arabisch in plaats van Koptisch.
Voor iedere leider zijn twee muziekstukken gecomponeerd: een voor vredestijd en een voor oorlogstijd. Beide composities zijn gebaseerd op één bestaand stuk dat weer relevant is aan de desbetreffende beschaving; "America the Beautiful" is bijvoorbeeld het thema van de Amerikaanse beschaving.
| Beschaving      | Leider             | Hoofdstad    | Unieke vaardigheid                                     | Unieke eenheid #1   | Unieke eenheid #2 / gebouw                 |
| --------------- | ------------------ | ------------ | ------------------------------------------------------ | ------------------- | ------------------------------------------ |
| Amerika         | George Washington  | Washington   | Manifest Destiny                                       | B17                 | Minuteman                                  |
| Arabië          | Haroen ar-Rashid   | Mekka        | Trade Caravans / Ships of the Desert (Brave New World) | Camel Archer        | Bazaar                                     |
| Azteken         | Motecuhzoma I      | Tenochtitlan | Sacrificial Captives                                   | Jaguar              | Floating Gardens                           |
| China           | Wu Zetian          | Peking       | Art of War                                             | Cho-Ku-No           | Paper Maker                                |
| Duitsland       | Otto von Bismarck  | Berlijn      | Furor Teutonicus                                       | Landsknecht         | Panzer                                     |
| Egypte          | Ramses II          | Thebe        | Monument Builders                                      | War Chariot         | Burial Tomb                                |
| Engeland        | Elizabeth I        | Londen       | Sun Never Sets                                         | Longbowman          | Ship of the Line                           |
| Frankrijk       | Napoleon Bonaparte | Parijs       | Ancien régime / City of Light (Brave New World)        | Musketeer           | Foreign Legion / Château (Brave New World) |
| Griekenland     | Alexander de Grote | Athene       | Hellenic League                                        | Companion Cavalry   | Hoplite                                    |
| India           | Mahatma Gandhi     | Delhi        | Population Growth                                      | War Elephant        | Mughal Fort                                |
| Irokezen        | Hiawatha           | Onondaga     | The Great Warpath                                      | Mohawk Warrior      | Longhouse                                  |
| Japan           | Oda Nobunaga       | Kyoto        | Bushido                                                | Samurai             | Zero                                       |
| Ottomaanse Rijk | Süleyman I         | Istanboel    | Barbary Corsairs                                       | Janissary           | Sipahi                                     |
| Perzië          | Darius I           | Persepolis   | Achaemenid Legacy                                      | Immortal            | Satrap's Court                             |
| Romeinse Rijk   | Augustus Caesar    | Rome         | The Glory of Rome                                      | Ballista            | Legion                                     |
| Rusland         | Catherina de Grote | Moskou       | Siberian Riches                                        | Cossack             | Krepost                                    |
| Siam            | Ramkhamhaeng       | Sukhothai    | Father Governs Children                                | Naresuan's Elephant | Wat                                        |
| Songhai-rijk    | Askia Mohammed I   | Gao          | River Warlord                                          | Mandekalu Cavalry   | Mud Pyramid Mosque                         |

### Downloadbaar
| Beschaving | Leider           | Hoofdstad  | Unieke vaardigheid        | Unieke eenheid #1 | Unieke eenheid #2 / gebouw |
| ---------- | ---------------- | ---------- | ------------------------- | ----------------- | -------------------------- |
| Babylon    | Nebukadnezar II  | Babylon    | Ingenuity                 | Bowman            | Walls of Babylon           |
| Denemarken | Harald Blauwtand | Kopenhagen | Viking Fury               | Berserker         | Norwegian Ski Infantry     |
| Inca's     | Pachacuti        | Cuzco      | Great Andean Road         | Slinger           | Terrace Farm               |
| Korea      | Sejong de Grote  | Seoel      | Scholars of the Jade Hall | Turtle Ship       | Hwach'a                    |
| Mongolië   | Genghis Khan     | Karakorum  | Mongol Terror             | Keshik            | Khan                       |
| Polynesië  | Kamehameha I     | Honolulu   | Wayfinding                | Maori Warrior     | Moai                       |
| Spanje     | Isabella I       | Madrid     | Seven Cities of Gold      | Tercio            | Conquistador               |

### Gods & Kings
| Beschaving       | Leider            | Hoofdstad      | Unieke vaardigheid             | Unieke eenheid #1       | Unieke eenheid #2 / gebouw |
| ---------------- | ----------------- | -------------- | ------------------------------ | ----------------------- | -------------------------- |
| Byzantijnse Rijk | Theodora I        | Constantinopel | Patriarchate of Constantinople | Cataphract              | Dromon                     |
| Carthago         | Dido              | Carthago       | Phoenician Heritage            | African Forest Elephant | Quinquereme                |
| Ethiopië         | Haile Selassie    | Addis Abeba    | Spirit of Adwa                 | Mehal Sefari            | Stele                      |
| Hunnen           | Attila            | Attila's Court | Scourge of God                 | Battering Ram           | Horse Archer               |
| Kelten           | Boudicca          | Edinburgh      | Druidic Lore                   | Pictish Warrior         | Ceilidh Hall               |
| Maya's           | Pacal de Grote    | Palenque       | The Long Count                 | Atlatlist               | Pyramide                   |
| Nederland        | Willem van Oranje | Amsterdam      | Dutch East India Company       | Sea Beggar              | Polder                     |
| Oostenrijk       | Maria Theresia    | Wenen          | Diplomatic Marriage            | Hussar                  | Coffee House               |
| Zweden           | Gustaaf II Adolf  | Stockholm      | Nobel Prize                    | Hakkapeliitta           | Carolean                   |

Verder maakt Spanje ook deel uit van deze uitbreiding, nadat deze beschaving al downloadbaar beschikbaar was gesteld.

### Brave New World
| Beschaving       | Leider          | Hoofdstad      | Unieke vaardigheid   | Unieke eenheid #1  | Unieke eenheid #2 / gebouw |
| ---------------- | --------------- | -------------- | -------------------- | ------------------ | -------------------------- |
| Assyrië          | Assurbanipal    | Aššur          | Treasures of Nineveh | Siege Tower        | Royal Library              |
| Brazilië         | Peter II        | Rio de Janeiro | Carnival             | Pracinha           | Brazilwood Camp            |
| Indonesië        | Gajah Mada      | Jakarta        | Spice Islanders      | Kris Swordsman     | Candi                      |
| Marokko          | Ahmad al-Mansur | Marrakesh      | Gateway to Africa    | Berber Cavalry     | Kasbah                     |
| Polen            | Casimir III     | Warschau       | Solidarity           | Winged Hussar      | Ducal Stable               |
| Portugal         | Maria I         | Lissabon       | Mare Clausum         | Nau                | Feitoria                   |
| Shoshone         | Pocatello       | Moson Kahni    | Great Expanse        | Pathfinder         | Comanche Riders            |
| Venetië          | Enrico Dandolo  | Venetië        | Serenissima          | Merchant of Venice | Great Galleas              |
| Zoeloekoninkrijk | Shaka Zoeloe    | Ulundi         | Iklwa                | Impi               | Ikanda                     |

Verder maakt Ethiopië ook deel uit van deze uitbreiding, nadat deze beschaving al deel uitmaakte van de Gods & Kings-uitbreiding.
Civilization · II (Conflicts in Civilization · Fantastic Worlds · Test of Time)  ·  III (Play the World · Conquests) · IV · (Warlords · Beyond The Sword) · Colonization · Revolution · V (Gods & Kings · Brave New World) · World · Revolution 2 · Beyond Earth (Rising Tide) · VI · (Rise and Fall · Gathering Storm) · VII